# Vaccinium yakushimense
Vaccinium yakushimense är en ljungväxtart som beskrevs av Tomitaro Makino. Vaccinium yakushimense ingår i Blåbärssläktet, och familjen ljungväxter. Inga underarter finns listade i Catalogue of Life.